# دایره دجنه
دایره دجنه (به لاتین: Djenné Cercle) یک منطقهٔ مسکونی در مالی است که در جنه واقع شده‌است. دایره دجنه ۴٬۵۶۳ کیلومتر مربع مساحت و ۲۰۷٬۲۶۰ نفر جمعیت دارد.